# یواس‌اس ادلا
یواس‌اس ادلا (به انگلیسی: USS Adela) یک کشتی بود که طول آن ۲۱۱ فوت (۶۴ متر) بود. این کشتی در سال ۱۸۶۲ ساخته شد.